# Chaharshanbe Suri
Chaharshanbeh Suri ou Charshanbeh Suri (em persa: چهارشنبه‌سوری, transl.: Čahāršanbe suri, lit. 'Quarta-feira Escarlate', pron. Tcharrar-chanbê Suri ) é um festival iraniano marcado por danças em torno do fogo.  É celebrado na véspera da última quarta-feira do ano-calendário persa. A tradição, de origem zoroastriana,  existe desde c. 1700 a.C.  e marca o início das festividades do Noruz, o Ano Novo iraniano.

## A tradição

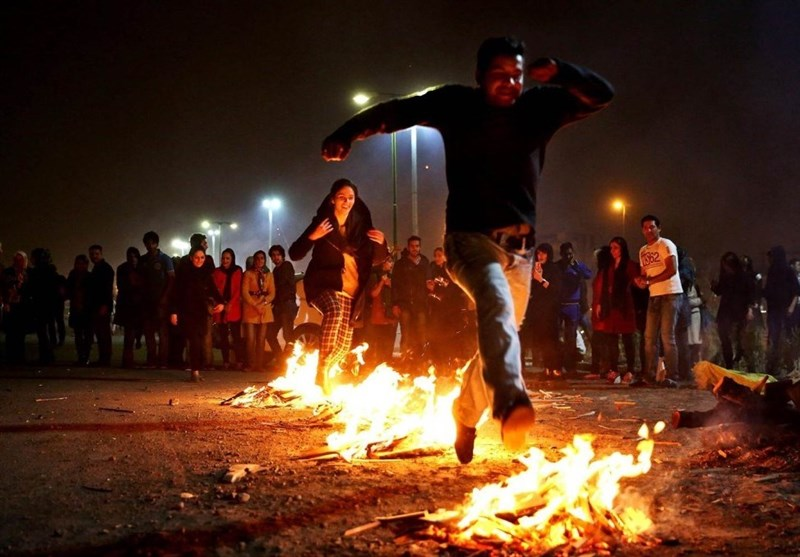
Pulando fogueiras
(Teerã, março de 2018)

Para marcar o festival, luzes e decorações são colocadas nas principais cidades do Irã, e fogueiras são acesas em praças públicas. As luzes e o fogo simbolizam a esperança de dias mais radiantes no ano que está por vir.. 
Antes do início do festival, as pessoas coletam lenha, em alguma área externa e sem restrições, e montam uma ou mais fogueiras. Ao pôr do sol, acendem-se as fogueiras e todos saltam por sobre as chamas, cantando sorkhi-ye to az man, zardi-ye man az to (em persa: زردی من از تو، سرخی تو از من: "que seu rubor seja meu e que minha palidez seja sua"), ou seja, figurativamente, "eu te dou a minha palidez - ou minha doença - e tomo a tua força, tua saúde," numa espécie de  prática de purificação.. É a ocasião para uma grande reunião popular em que os iranianos saem para o espaço público (ruas e parques) e oferecem uns aos outros doces conhecidos como adjilé moshkel gosha (uma mistura de avelãs, castanhas de caju, nozes, pistaches, uvas passas e amoras brancas secas) para celebrar a saúde e a felicidade do ano que passou. Soltam-se fogos de artifício nas ruas.
Segundo  a tradição, os espíritos dos ancestrais visitam os vivos nos últimos dias do ano, e muitas crianças se enrolam em lençóis, reencenando simbolicamente as visitas dos mortos. Elas também correm pelas ruas batendo em caixas e potes e batem às portas das casas para pregar peças. Esse ritual é chamado de qashogh-zany (literalmente: bater com a colher) e simboliza a expulsão da última quarta-feira de azar do ano.
Há várias outras tradições nessa noite, incluindo os rituais de Kouzé Chékastan (کوزه شکستن), durante os quais são quebrados potes de barro que simbolicamente contêm a má sorte de alguém; Fâl-gouch (فالگوش) ou a arte da adivinhação por meio da escuta das conversas dos transeuntes e o ritual de Guéré-gochâyi (گرهگشایی), que consiste em dar um nó em um lenço ou pano e pedir ao primeiro transeunte que o desamarre para afastar a má sorte de alguém..
O significado religioso original do Tchaharchanbé-Souri, ligado ao zoroastrismo, deu lugar hoje a um festival cultural compartilhado por vários povos iranianos além dos persas, incluindo curdos, azeris, tadjiques e vários outros.